# Scotargus enghoffi
Scotargus enghoffi là một loài nhện trong họ Linyphiidae.
Loài này thuộc chi Scotargus. Scotargus enghoffi được Jörg Wunderlich miêu tả năm 1992.